# Adolf Hoch
Adolf Hoch (* 17. Juni 1910 in Winterberg, Böhmen, Österreich-Ungarn; † 24. Mai 1992 in Wien) war ein österreichischer Architekt. Er gewann 1948 bei den Olympischen Spielen in London mit einem Sprungschanzenmodell den Kunstwettbewerb und erhielt dafür eine olympische Goldmedaille. Hoch studierte an der Akademie der bildenden Künste Wien und erwarb sein Diplom bei Peter Behrens. Hoch, ab 1933 illegales Mitglied der NSDAP, beantragte am 22. Mai 1938 die Aufnahme in die Partei und wurde rückwirkend zum 1. Mai aufgenommen (Mitgliedsnummer 6.330.548). Er war seit 1938 als freischaffender Architekt tätig, nach 1945 arbeitete er vor allem für die Wiener Stadtverwaltung.

## Bauten

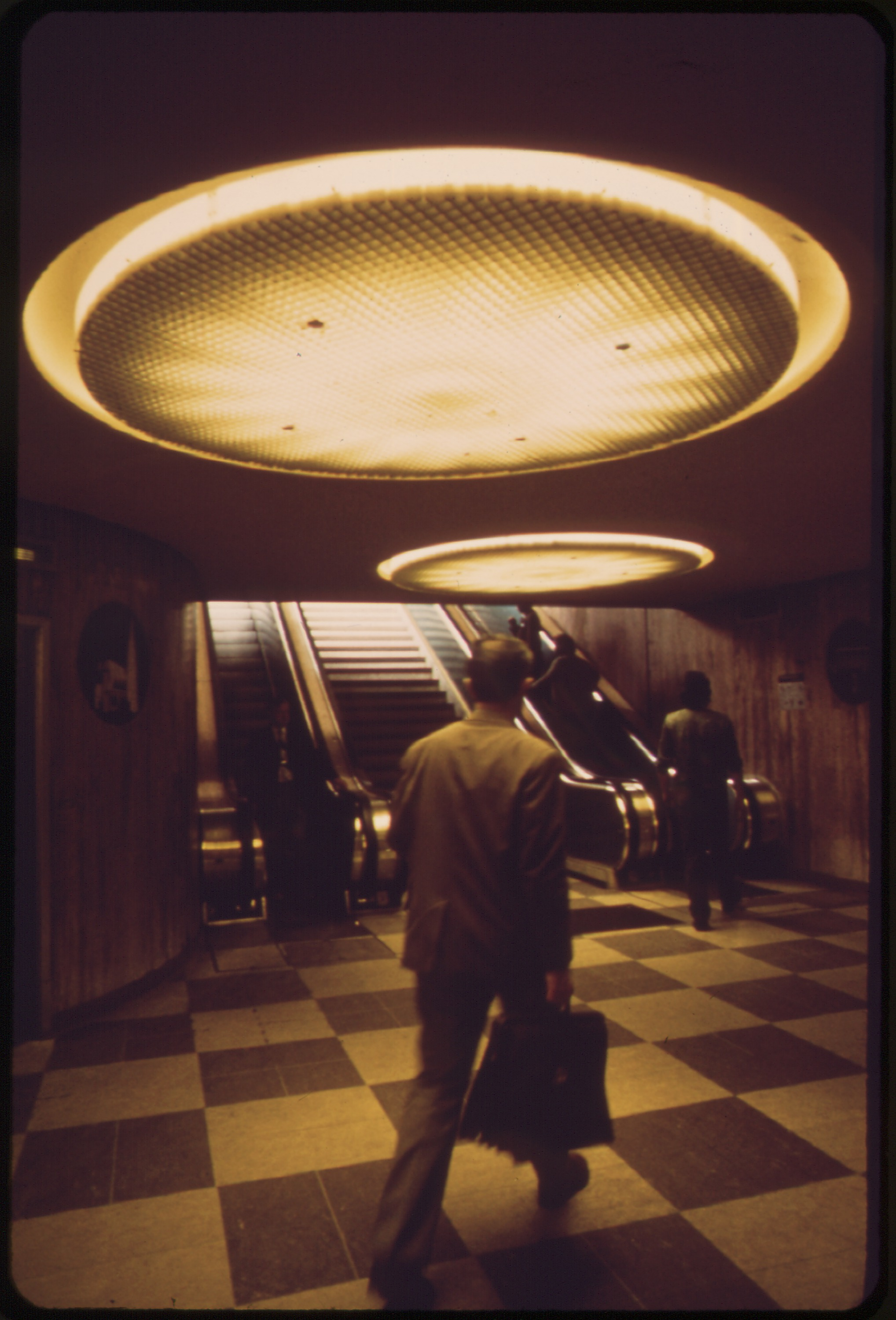
Opernpassage (fotografiert 1973)

Als wichtigster Vorkriegsbau von Hoch (gemeinsam mit Ernst Otto Hofmann) gilt die Industrieanlage der Goerz Elektro-Werke (Wien 10, Sonnleithnergasse 5, 1938), die stilistisch deutlich von der Behrens-Schule geprägt ist.
Nach 1945 baute Hoch unter anderem die internationale Kulturstätte Hörndlwald (Wien 13, Joseph Lister-Gasse 72, 1949).
Besondere Bekanntheit erreichte die von Hoch entworfene Opernpassage (Wien 1, Opernring, 1952/1955). Der Opernpassage folgten weitere Passagenbauten im Ringbereich bis zum Schottentor. Hoch selbst erbaute davon drei: (Albertinapassage, Babenberger Passage und Bellaria-Passage, 1961–1964) sowie die unterirdische Passage und Straßenbahnstation Südtiroler Platz am Gürtel (1959). Das Wiener Passagen-Konzept fand damals auch internationale Beachtung. Heutzutage ist von Hochs Passagen jedoch nur noch die Opernpassage weitgehend im Originalzustand erhalten. Er wurde am Hietzinger Friedhof bestattet.
Hoch war auch ein Spezialist im Krankenhausbau. Er plante unter anderem das 1952 errichtete Unfallkrankenhaus Meidling.